# Дьом, Фату
Фату Дьом (фр. Fatou Diome, 1968, остров Ньодьор, Сенегал) — сенегальская писательница.

## Биография
Из народности серер. Росла под присмотром бабушки. Училась в лицее в Мбуре, служила няней в Гамбии, училась в университете в Дакаре. В 1990 году вышла замуж за француза и уехала во Францию, через два года развелась. В 1994 году поселилась в Эльзасе, окончила университет Марка Блока, защитила диссертацию по творчеству Усмана Сембена. В 2001 году дебютировала книгой рассказов. Завоевала известность романом Подбрюшье Атлантики (2003). Преподавала в Страсбургском университете, вела передачу «Nuit Blanche» на канале France 3.

## Произведения
- Национальное предпочтение, рассказы/ La Préférence nationale, édition Présence Africaine, 2001
- Подбрюшье Атлантики, роман/ Le Ventre de l’Atlantique, éditions Anne Carrière, 2003 (несколько раз переиздан, переведен на испанский, немецкий, итальянский, голландский и каталанский в 2004, на японский в 2005, на английский в 2006, на сербский и словенский в 2007, на шведский в 2010; в 2005 получил во Франкфурте премию LiBeraturpreis)
- Les Loups de l’Atlantique, nouvelles, 2002 — Dans le recueil: Étonnants Voyageurs. Nouvelles Voix d’Afrique.
- Kétala, roman, 2006, Éditions Flammarion
- Inassouvies, nos vies, roman, 2008, Éditions Flammarion
- Le vieil homme sur la barque, récit, Naïve, 2010
- Celles qui attendent, roman, 2010, Éditions Flammarion
- Mauve, récit, 2010, Éditions Flammarion
- Impossible de grandir, roman, 2013, Editions Flammarion